# Ольшаница (Ивацевичский район)
Ольшаница (бел. Альша́ніца) — деревня в Ивацевичском районе Брестской области Беларуси. Входит в состав Квасевичского сельсовета.

## География
Пролегает дорога Н-723.
Ближайшие населённые пункты Скураты, Хрищеновичи и др.

## История
С 1904 года в Коссовской волости Слонимского уезда Гродненской губернии Российской империи.
В 1940—1959 годах центр Ольшаничского сельсовета. До 1964 года деревня входила в состав Белавичского сельсовета.

## Население

### Численность
- 2019 год — 44 жителей

### Динамика
- 1904 год — 130 жителей[3]
- 1999 год — 126 жителей (перепись населения)
- 2009 год — 66 жителей (перепись населения)[3]
- 2019 год — 44 жителей (перепись населения)

## Улицы
- Октябрьская
- Тихая
- Школьная

## Инфраструктура
- Клуб

## Достопримечательность
- Курганный могильник-2 периода раннего средневековья, расположен в 0,7 км на восток от д. Ольшаница, около дороги на д. Белавичи —  Историко-культурная ценность Республики Беларусь, шифр 113В000288.